# Z-1莱贝雷希特·马斯号驱逐舰
Z-1“莱贝雷希特·马斯”号（德語：Z 1 Leberecht Maass）是德国国家海军暨战争海军于1930年代中期建造的十六艘1934级驱逐舰的首舰，得名于在一战中阵亡的海军将领莱贝雷希特·马斯。它于1934年10月10日开始在基尔德意志船厂铺设龙骨，1935年8月18日下水，至1937年1月14日、即第二次世界大战爆发前两年交付使用。入役后，该舰主要担当区舰队旗舰，大部分时间用于训练，但也参加了1939年初对梅默尔的占领行动。
1939年9月战争爆发数日后，Z-1号与另一艘驱逐舰袭击了海尔半岛海军基地的波兰舰艇，但未能成功。它在行动中轻微受损。1940年2月中旬，在驶入北海攻击英国拖网渔船的“维京行动”期间，该舰遭一架巡逻的德国轰炸机空袭，导致其转向系统失灵。空袭发生后，Z-1号断裂成两半并沉没，大部分船员丧生。战争期间召开的调查法庭认为，它和一艘姊妹舰是被炸弹击中的；但战后的调查则认定，该舰是漂进了英国新布设的雷区。

## 发展及设计
1934级驱逐舰的设计工作开始于1932年，尽管结束第一次世界大战的《凡尔赛条约》明确限制了德国驱逐舰吨位不得超过800長噸（810公噸）。德国人最初的设想是要建造比当时在役的法国和波兰驱逐舰更强大的大型舰艇，但随着国家海军此时期望它能作为一款小型巡洋舰使用，其设计方案也随之变更。方案细节于1934年敲定，但设计工作似乎十分仓促，没有经过深思熟虑，因为艏楼较短且艏部外飘不足，影响了舰只的耐波性和稳定性。设计中唯一真正的创新部分——高压锅炉，则是一个过于复杂的设计，在安装至1934级之前几乎没有接受过任何舰载测试，并且在舰只的整个运用生涯期间经常发生故障。

Z-1号的右剖面图和平面图

Z-1“莱贝雷希特·马斯”号的水线长和全长分别为114米和119米，有11.3米的舷宽以及最大4.23米吃水深度；其设计排水量为2,223吨，满载时则可达3,156吨。标准船员编制为10名军官和315名水兵，在担任区舰队旗舰时还可额外增加4名军官和19名水兵。该舰由两台瓦格纳齿轮传动蒸汽轮机提供动力，各负责驱动一副直径为3.25米的三叶螺旋桨。过热蒸汽则由六台瓦格纳水管锅炉供应，这使得它在70,000匹軸馬力（52,000千瓦特）额定功率下的设计航速为36節（67每小時），但实际上其最高速度甚至可达38.7節（71.7每小時）。Z-1号最多可贮存752吨燃料油，理论上能够以19節（35每小時）的速度的巡航4,400海里（8,100），但实际它在运用过程中重心过高，30%的燃料必须作为压舱物保留在舰内。事实证明，19节航速时的有效行程仅为1,530海里（2,830）。
舰只装备有五门127毫米34式速射炮，架设在带有炮挡的单装炮座上。其中舰艛的前后各有两门采用背负式布置，第五门则安装在后部舰艛的顶端，并从前到后编为1至5号。防空武器由安装在与后部烟囱并排的一对双联装炮座上的四门37毫米30式速射炮和六门单座20毫米30式高射炮组成。此外，该舰还在中心线上的两个四联装动力操纵式底座上安装有八具533毫米鱼雷发射管，每个底座配备一对重新装填装置。四个深水炸弹发射器则安装在艉后部甲板室的侧面，再辅以舰艉两侧的六具单装深水炸弹支架，合共可携带32或64枚炸弹。布雷轨道安装在后甲板，最多可贮存60枚水雷。作为探测潜艇的工具，舰上也搭载有一套称为“群听装置”的被动式水听器。

## 建造及服役
Z-1“莱贝雷希特·马斯”号是第一次世界大战以来德国建造的第一艘驱逐舰，得名于1914年8月指挥德军在黑尔戈兰湾海战中阵亡的海军少将莱贝雷希特·马斯。它于1934年7月7日由德国国家海军所订购，自同年10月10日起开始在基尔的德意志造船厂铺设龙骨，建造序列为K232。该舰于1935年8月18日下水，至1937年1月14日完工，在首任舰长、海军少校弗里德里希·特劳戈特·施密特的指挥下交付使用。
作为同级中第一艘完工的舰只，Z-1号于5月1日成为鱼雷艇首长的旗舰，并在波罗的海东部完成了其第一年的大部分训练日程，然后于1938年4月上旬前往瑞典的哥德堡港口展开访问。从瑞典返回后，该舰被移交予造船厂重建舰艏，以解决艏部在顶头浪中进水严重的问题。之后，Z-1号参加了1938年8月的海上阅兵和接下来的舰队演习，海军少校格哈德·瓦格纳则于10月接替施密特担任舰长。12月，Z-1号及其姊妹舰Z-2“格奥尔格·蒂勒”号、Z-3“马克斯·舒尔茨”号和Z-4“理夏德·拜岑”号一同航行到冰岛地区，以评估它们的新舰艏在北大西洋冬季的适航性。1939年3月23日至24日，该舰成为护送阿道夫·希特勒所在的装甲舰德国号占领梅默尔的驱逐舰之一。次月，海军少校弗里茨·巴森格又接过瓦格纳的指挥权。随后，Z-1号作为海军少将京特·吕特晏斯的旗舰参加了在地中海西部举行的舰队演练，并在5月13日返回德国之前到访了西班牙的休达和阿劳萨湾。

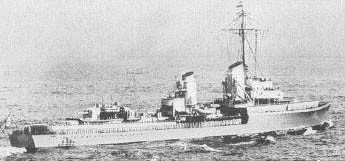
航行中的Z-1号

当希特勒于1939年9月1日对波兰宣战时，战争海军的首要任务是封锁波兰海岸。为此，他们派出了三艘轻巡洋舰和包括Z-1号在内的十艘驱逐舰来完成这项任务。开战首日，Z-1号便躲过了波兰潜艇狼号的袭击。德国人其后很快发现在波兰沿岸部署了太多的舰艇，因此巡洋舰被撤回。两天后，该舰与Z-9“沃尔夫冈·岑克尔”号奉命对海尔海军基地内的舰船实施侦察。它们发现了波兰驱逐舰烈风号和布雷舰狮鹫号，并在12,700米的射程内与对方交战。德军的火力基本无效，但波兰人的还击更为精确，迫使德国驱逐舰进行规避机动，并施放烟幕以摆脱波兰炮手的瞄准。Z-1号于06:57被一枚来自保卫基地的海岸炮台的152毫米炮弹击中，这枚炮弹摧毁了2号炮的电力，使其扬弹机失灵，造成4名船员死亡，另有4人受伤。该舰则在战斗中射出了七十七发127毫米炮。第二天，它航行到斯维讷明德修复受损，整个过程一直持续到9月10日，因为舰上的锅炉管也需要接受维修。完工后，Z-1号在北海协助布设了雷区，吕特晏斯则把他的将旗转移至Z-21“威廉·海德坎普”号舰上，该舰被编入第2驱逐区舰队。它于9月29日在斯维讷明德开始了先前计划的改装，并于11月30日再次成为鱼雷艇首长的旗舰，但至12月22日又重新加入了第2驱逐区舰队。
1940年2月16日，英国皇家海军在中立的挪威水域扣押了德国油轮阿尔特马克号上被俘的英国水兵，为了报复这次“阿尔特马克号事件”，德国海军组织了“诺德马克行动”，在北海北部远至设得兰群岛搜寻同盟国商船。包括Z-1号在内的第2驱逐区舰队，于2月18日出击的初始阶段负责护送战列舰沙恩霍斯特号、格奈森瑙号以及重巡洋舰希佩尔将军号，但Z-1号和Z-5“保罗·雅各比”号在第二天于斯卡格拉克海峡搜索敌舰无果后分离。
几天后，德国海军误以为多格滩附近的英国拖网渔船正在与潜艇合作，于是与德国空军合作策划了“维京行动”。他们相信，击沉或俘获拖网渔船将迫使英国人分散兵力来保卫渔船队，并可能为德国海军带来一些有用的辅助船只。德国空军承诺为参与行动的舰艇提供战斗机掩护以及轰炸机支援。满载着押解船员的Z-1号和第1驱逐区舰队的另外五艘舰——Z-3号、Z-4号、Z-6“特奥多尔·里德尔”号Z-13“埃里希·克尔纳”号和Z-16“弗里德里希·埃科尔特”号，于2月22日启航。在途中，区舰队遭到来自第26轰炸联队的一架He 111轟炸機误击。Z-1号至少被一枚炸弹命中，断成两半后沉没，包括舰长巴森格在内的280名官兵丧生，仅60人获救。在救援过程中，Z-3号则撞上了一枚水雷而沉没，全体官兵阵亡。希特勒下令召开调查法庭，以查明损失的原因，结论是两艘舰均是被He 111轰炸机的炸弹所击沉。德国海军既未对其麾下的驱逐舰告知德国空军当时正在进行反舰巡逻，也未知会德国空军其麾下的驱逐舰会在海上。战后的研究表明，当中的一艘或全部两艘舰可能是撞上了由艾凡赫号和勇猛号驱逐舰布设的英国雷区。